# Lamech (Caïn)
Pour les articles homonymes, voir Lamech.
Lamech ou Lémec, est un personnage du chapitre 4 du Livre de la Genèse, dans la Bible. Il est un des derniers descendants de la lignée de Caïn, et ne doit pas être confondu avec Lamech, descendant de la lignée de Seth, troisième fils d'Adam et Ève, et père de Noé.

## Biographie
Lamech est le fils de Méthusaël, est issu de la lignée de Hénoch, dont il est l'arrière-arrière-petit-fils. C'est le premier polygame mentionné dans la Bible (Gn. 4:18-24), puisqu'il a deux femmes :
- Ada, mère de Jabal « le père de ceux qui habitent sous des tentes et près des troupeaux » et de Jubal « le père de tous ceux qui jouent de la harpe et du chalumeau » ;
- Tsilla, mère de Toubal-Caïn « qui forgeait tous les instruments d'airain et de fer » et d'une fille Nahama.

## Chant de l'épée
Un passage obscur, en Genèse 4, 23-24, le décrit comme meurtrier :

« Lémec dit à ses femmes :
Ada et Tsilla, écoutez ma voix !
Femmes de Lémec, écoutez ma parole !
J'ai tué un homme pour ma blessure,
Et un jeune homme pour ma meurtrissure.
Caïn sera vengé sept fois,
Et Lémec septante sept fois. »

Le Talmud et la Mishna développent sur ce passage une légende, reprise notamment par Rachi, où Lamek perd la vue, à cause de son âge avancé. Il est aidé à la chasse par son fils Tubal-Caïn. Il aperçoit indistinctement un animal, et le tue d'une flèche de son arc. Mais c'est en réalité son ancêtre Caïn, toujours vivant du fait des âges antédiluviens. Quand il comprend son erreur, il frappe des mains et tue accidentellement son fils Tubal-Caïn.
Une légende similaire est décrite dans le Combat d'Adam et Ève, un apocryphe chrétien du Ve–VIe siècles.

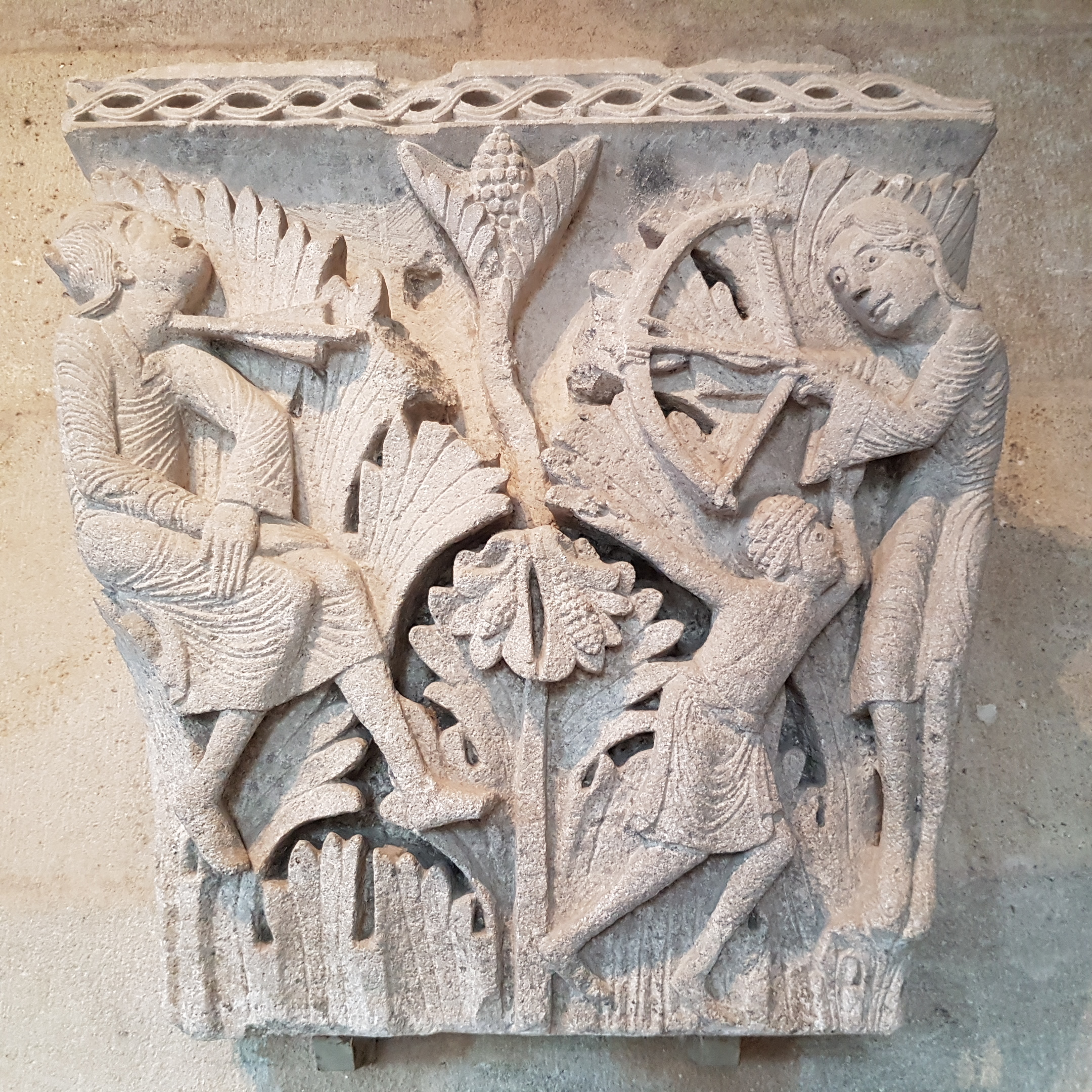
Chapiteau roman exposé dans la salle capitulaire de la cathédrale d'Autun (France).
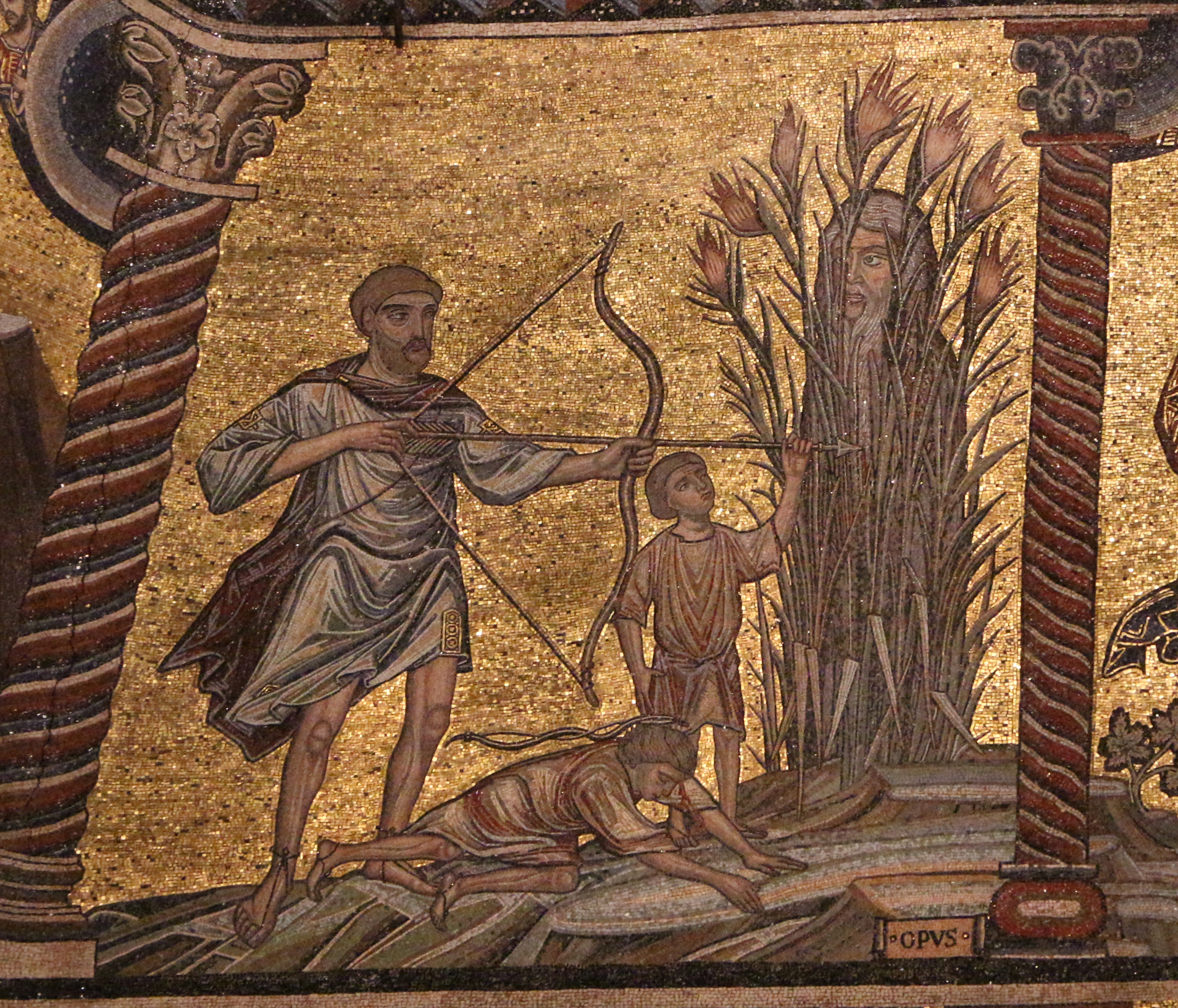
Mosaïque du baptistère Saint-Jean de Florence (Italie).